# Санаи, Мехди
Мехди́ Сана́и (перс. مهدی سنایی‎; род. 25 марта 1968) — иранский учёный и дипломат. Бывший Чрезвычайный и полномочный посол Исламской Республики Иран в Российской Федерации.

## Биография
Высшее образование получал в области политологии (1992) и международных отношений (1995) в Тегеранском университете.
Защитил диссертацию в Институте социально-политических исследований РАН (2001). Его диссертация на тему «Политические и социальные отношения между Ираном и Центральной Азией» была отмечена премией «Книга года Ирана». Участвовал в многочисленных научных и международных конференциях в разных странах.
Основал кафедру изучения России на факультете мировых исследований Тегеранского университета в 2008 году и единственный негосударственный учебный центр в Иране (ИРАС) в 2005 году. Написал и перевёл несколько книг, и несколько его работ были опубликованы на русском языке в Москве.

## Образование
- Кандидат политических наук Российской академии наук (2001 год, тема диссертации: «Социально-политические отношения Ирана и Центральной Азии»
- Магистр международных отношений Тегеранского Университета (1995 г.)
- Бакалавр политических наук Тегеранского Университета (1992 г.)
- Владеет арабским, английским и русским языками

## Университетская и академическая деятельность
- Научный сотрудник иранского Президентского Центра стратегических исследований, 1992—1994 гг.
- Член Академии общественных наук Казахстана с 1997 г.
- Преподаватель спецкурса по исламскому праву в Институте философии Российской Академии наук в 1999—2003 гг., преподавание на русском языке
- Приглашённый профессор политологии в РГГУ (чтение лекций на русском языке), преподавание специального курса по исламскому праву в Институте философии РАН в 1999—2003 гг.
- Член Научного совета при факультете права и политических наук Тегеранского университета с 2000 г.
- Член Совета Ирана по выработке политики диалога религий с 2003 г.
- Лауреат международной премии «Книга года в Исламской Республике Иран» 2003 года (в иностранной номинации)
- Ответственный директор и главный редактор журнала «Перспективы культурных связей» в 2003—2006 гг.
- Член иранского Общества популяризации персидского языка и литературы с 2004 г.
- Доцент факультета мировых исследований Тегеранского университета с 2005 г.
- Директор кафедры изучения России факультета мировых исследований Тегеранского университета в 2005—2013 гг.
- Редактор и член редколлегии ежеквартального мировых исследований Тегеранского университета в 2011-2017 гг.
- Член Российской академии наук (с мая 2014)
- Приглашенный профессор факультета международных отношений Московской Высшей школы экономики
- Член научного совета при факультете права и политических наук Тегеранского университета.
- Советник ректора Тегеранского университета по России и Евразии с 2020 г.

## Исполнительно-административная деятельность
- Советник по культуре Посольства Ирана в Казахстане 1995—1996 гг.
- Советник по культуре Посольства Ирана в России 2003—2009 гг.
- Член Совета Ирана по выработке политики диалога религий с 2003 г.
- Заместитель руководителя Иранской Организации культуры и исламских связей по научно-образовательным вопросам Организации культуры и исламских связей Ирана (2003—2005 годы).
- Генеральный директор исследовательского учреждения ИРАС (вопросы России, Центральной Азии и Кавказа) с 2004 г.
- Руководитель Института культуры региональной Организации экономического сотрудничества (2005—2006 годы).
- Советник Генерального секретаря Иранской Ассамблеи по сближению исламских мазхабов с 2005 г.
- Депутат Меджлиса Исламского Совета (Парламент ИРИ) 8-го и 9-го созывов в 2008—2013 гг. от г. Нехавенд.
- Заместитель руководителя Комитета меджлиса по иностранным делам при Комиссии по национальной безопасности и внешней политике.
- Руководитель группы парламентской дружбы с Россией и Украиной в Меджлисе.
- Старший советник министерства иностранных дел Ирана с 2019 г.
- Чрезвычайный и полномочный посол Исламской Республики Иран в Российской Федерации в 2013—2019 гг.

### Книги на персидском языке
- «Место и значение Ирана в Центральной Азии», Тегеран, 1997.
- «Впечатления о Мавераннахре», международное издательство «Аль-хода», Тегеран, 1999.
- «Ирано-российские отношения», в соавторстве с Джахангиром Карами, издательство «ИРАС», Тегеран, 2008.
- «Отношения Ирана и Центральной Азии», Бюро политических и международных исследований МИД, Тегеран, 2011.
- «Россия: общество, политика и правительство», издательство «Хомех», Тегеран, 2013.

### Книги на русском языке
- «На Великом шёлковом пути», Москва, издательство РАН, 2000.
- «Социально-политические отношения Исламской Республики Иран с Центральной Азией», Москва, издательство «Муравей», 2002.
- «Право и политика в Исламе», Москва, издательство Института философии РАН, 2004 (Учебник).
- «Взаимоотношения Ирана и Центральной Азии: тенденции и перспективы», Санкт-Петербург; Москва, издательство Петербургское Востоковедение; Садра, 2017.
- «Избранные труды», Москва, издательство Московского университета, 2019.
- «Беседы о будущем, которого пока нет», Москва, издательство Вече, 2020.

### Переводы
- «Внешняя политика России: самосознание и национальные интересы», автор Александр Задохин, перевод и исследование Мехди Санаи, Тегеран 2005.
- «Россия в поисках идентичности», автор Джеймс Биллингтон, перевод и редакция Мехди Санаи, Тегеран, издательство «ИРАС» в сотрудничестве с Тегеранским Университетом, Тегеран, 2006.